# Football-Club Bavois 2018-2019
Questa voce raccoglie le informazioni riguardanti il Football-Club Bavois nelle competizioni ufficiali della stagione 2018-2019.

## Stagione
Nella stagione 2018-2019 il Bavois, allenato da Bekim Uka, concluse il campionato di Promotion League all'8º posto. In Coppa Svizzera il Bavois fu eliminato al secondo turno dal Rapperswil-Jona.

## Rosa
| N. |                                 | Ruolo | Calciatore      |
| -- | ------------------------------- | ----- | --------------- |
|    | Svizzera (bandiera)             | P     | Julien Caillet  |
|    | Svizzera (bandiera)             | P     | Robin Enrico    |
|    | Svizzera (bandiera)             | P     | Damien Warpelin |
|    | Francia (bandiera)              | D     | Hicham Bentayeb |
|    | Svizzera (bandiera)             | D     | Arnaud Bühler   |
|    | Svizzera (bandiera)             | D     | Gabriel Cuénoud |
|    | Bosnia ed Erzegovina (bandiera) | D     | Miljan Dangubic |
|    | Bosnia ed Erzegovina (bandiera) | D     | Nezir Kurtic    |
|    | Svizzera (bandiera)             | D     | Leo Morax       |
|    | Svizzera (bandiera)             | D     | Adil Seipi      |
|    | Svizzera (bandiera)             | D     | Timothie Zali   |
|    | Svizzera (bandiera)             | C     | Safet Alić      |
|    | Svizzera (bandiera)             | C     | Adrián Alvarez  |
|    | Francia (bandiera)              | C     | Romain Beynié   |

| N. |                         | Ruolo | Calciatore          |
| -- | ----------------------- | ----- | ------------------- |
|    | Svizzera (bandiera)     | C     | Yannick Bovay       |
|    | Svizzera (bandiera)     | C     | Abilio da Veiga     |
|    | Svizzera (bandiera)     | C     | Aziz Demiri         |
|    | Angola (bandiera)       | C     | Astor Kilezi        |
|    | Italia (bandiera)       | C     | Fabio Lo Vacco      |
|    | Svizzera (bandiera)     | C     | Micael Martins      |
|    | RD del Congo (bandiera) | C     | Moise Tsumbu Nsimba |
|    | Svizzera (bandiera)     | A     | Alex Gauthier       |
|    | Svizzera (bandiera)     | A     | Kevin Hill          |
|    | RD del Congo (bandiera) | A     | Djove Ifaso         |
|    | Svizzera (bandiera)     | A     | Mylord Kasaï        |
|    | Francia (bandiera)      | A     | Thomas Lenzini      |
|    | Portogallo (bandiera)   | A     | Luís Pimenta        |

## Organigramma societario
Area tecnica
- Allenatore: Bekim Uka
- Allenatore in seconda: Njohole Renatus
- Preparatore dei portieri: Damien Warpelin
- Preparatori atletici:

## Calciomercato

### Sessione estiva
| Acquisti | Acquisti        | Acquisti             | Acquisti |
| R.       | Nome            | da                   | Modalità |
| -------- | --------------- | -------------------- | -------- |
| A        | Thomas Lenzini  | Yverdon              |          |
| C        | Castaño         | Lanzarote            |          |
| C        | Abilio da Veiga | Echallens            |          |
| D        | Miljan Dangubic | Stade Lausanne-Ouchy |          |
| A        | Mylord Kasaï    | La Chaux-de-Fonds    |          |
| C        | Fabio Lo Vacco  | La Chaux-de-Fonds    |          |
| C        | Vlad Oprea      | Saxan                |          |
| D        | Timothie Zali   | Azzurri 90           |          |

| Cessioni | Cessioni              | Cessioni      | Cessioni |
| R.       | Nome                  | a             | Modalità |
| -------- | --------------------- | ------------- | -------- |
| C        | Daniele Kilinc        | Renens        |          |
| C        | Vlad Oprea            | Echichens     |          |
| C        | Santiago Feuillassier | Messina       |          |
| D        | Sébastien Le Neün     | Yverdon       |          |
| D        | Jean-Michel Monteiro  | Stade Payerne |          |
| D        | Muamer Zeneli         | Yverdon       |          |

### Sessione invernale
| Acquisti | Acquisti       | Acquisti              | Acquisti |
| R.       | Nome           | da                    | Modalità |
| -------- | -------------- | --------------------- | -------- |
| P        | Julien Caillet | Renens                |          |
| A        | Kevin Hill     | Champagne Sports      |          |
| D        | Leo Morax      | FC La Sarraz-Eclépens |          |

| Cessioni | Cessioni   | Cessioni  | Cessioni |
| R.       | Nome       | a         | Modalità |
| -------- | ---------- | --------- | -------- |
| C        | Castaño    | Lanzarote |          |
| P        | Enes Azizi | Shkupi    |          |

## Risultati

### Promotion League
| Wohlen 4 agosto 2018, ore 17:30 CEST 1ª giornata | Wohlen | 0 – 0 referto | Bavois | Stadion Niedermatten (220 spett.)\| Arbitro: \| Borra \| |
| Arbitro:                                         | Borra  |               |        |                                                          |

| Arbitro: | Schärli |

|             |           |           |
| Alvarez 16’ | Marcatori | 17’ Adjei |

| Arbitro: | von Mandach |

|                |           |  |
| Costa 74’, 90’ | Marcatori |  |

| Arbitro: | Rosset |

|             |           |                              |
| Alvarez 37’ | Marcatori | 50’ Okafor 69’ (aut.) Bühler |

| Arbitro: | Gianforte |

|                 |           |          |
| Stojilković 85’ | Marcatori | 5’ Kasaï |

| Arbitro: | Morais |

|             |           |              |
| Alvarez 58’ | Marcatori | 12’ Christen |

| Arbitro: | Thies |

|                     |           |             |
| Magnetti 87’ (rig.) | Marcatori | 3’ Gauthier |

| Bavois 19 settembre 2018, ore 20:00 CEST 8ª giornata | Bavois | 0 – 0 referto | Yverdon | Terrains Les Peupliers (432 spett.)\| Arbitro: \| Rosset \| |
| Arbitro:                                             | Rosset |               |         |                                                             |

| Arbitro: | Turkes |

|                                         |           |             |
| Briner 25’ Shalaj 44’, 79’ Kastrati 90’ | Marcatori | 67’ Alvarez |

| Arbitro: | Odiet |

|                     |           |                                        |
| Foschini 56’ (rig.) | Marcatori | 22’, 57’ Alvarez 42’ Pimenta 90’ Ifaso |

| Arbitro: | Dégallier |

|              |           |  |
| Dangubic 90’ | Marcatori |  |

| Arbitro: | Ghisletta |

|                      |           |                          |
| Mejri 8’ Bavueza 72’ | Marcatori | 33’ Gauthier 54’ Alvarez |

| Arbitro: | Cibelli |

|                         |           |  |
| Martins 55’ Alvarez 70’ | Marcatori |  |

| Arbitro: | Piccolo |

|              |           |                         |
| Abegglen 11’ | Marcatori | 14’ Pimenta 73’ Martins |

| Arbitro: | Morais |

|                                                                                      |           |  |
| Pimenta 13’ Gauthier 28’, 58’ Bühler 39’ Alvarez 49’, 53’ Lenzini 72’ Kasaï 76’, 78’ | Marcatori |  |

#### Girone di ritorno
| Arbitro: | Roth |

|              |           |            |
| Gauthier 58’ | Marcatori | 68’ Pnishi |

| Arbitro: | von Mandach |

|                          |           |                         |
| Dangubic 64’ Avdukic 89’ | Marcatori | 7’ Gauthier 33’ Alvarez |

| Arbitro: | Ovcharov |

|                          |           |              |
| Alvarez 13’ Gauthier 72’ | Marcatori | 40’ Oliveira |

| Basilea 9 marzo 2019, ore 15:00 CET 19ª giornata | Basilea II  | 0 – 0 referto | Bavois | Leichtathletikstadion St. Jakob (150 spett.)\| Arbitro: \| von Mandach \| |
| Arbitro:                                         | von Mandach |               |        |                                                                           |

| Arbitro: | Wolfensberger |

|                      |           |            |
| Alvarez 11’ Zali 80’ | Marcatori | 21’ Furrer |

| Arbitro: | Hürlimann |

|                 |           |             |
| Gasser 46’, 66’ | Marcatori | 80’ Alvarez |

| Arbitro: | Borra |

|                       |           |                   |
| Pimenta 12’, 23’, 46’ | Marcatori | 67’, 90’ Magnetti |

| Arbitro: | Dégallier |

|                                |           |                    |
| Ciarrocchi 10’ Mobulu 35’, 85’ | Marcatori | 90’ (rig.) Alvarez |

| Arbitro: | Odiet |

|                    |           |                                           |
| Alvarez 67’ (rig.) | Marcatori | 39’ Shalaj 41’ Briner 54’ (rig.) Kastrati |

| Arbitro: | Gianforte |

|                              |           |                               |
| Pimenta 29’, 54’ Alvarez 43’ | Marcatori | 32’ Nimi 44’ Giampà 81’ Laisa |

| Arbitro: | Kanagasingam |

|                        |           |                  |
| Hysenaj 16’ Delley 49’ | Marcatori | 19’, 35’ Pimenta |

| Arbitro: | Thies |

|              |           |                         |
| Gauthier 49’ | Marcatori | 22’ Fernandes 39’ Iseni |

| Arbitro: | Schärli |

|                                                           |           |  |
| Zuffi 37’ Ramadani 46’ Eschmann 48’ Átila 66’ Tavares 90’ | Marcatori |  |

| Bavois 18 maggio 2019, ore 16:00 CEST 29ª giornata | Bavois     | 0 – 0 referto | Brühl | Terrains Les Peupliers (70 spett.)\| Arbitro: \| Rothenfluh \| |
| Arbitro:                                           | Rothenfluh |               |       |                                                                |

| La Chaux-de-Fonds 25 maggio 2019, ore 16:00 CEST 30ª giornata              | La Chaux-de-Fonds | 0 – 3 referto                            | Bavois | Charriére (110 spett.) |
| \| \| \| \| \| \| Marcatori \| 37’ Bühler 49’ (rig.) Alvarez 69’ Demiri \| |                   |                                          |        |                        |
|                                                                            |                   |                                          |        |                        |
|                                                                            | Marcatori         | 37’ Bühler 49’ (rig.) Alvarez 69’ Demiri |        |                        |

### Coppa Svizzera
| Arbitro: | Huber |

|           |           |                            |
| Huser 90’ | Marcatori | 63’ Vacco 65’, 86’ Alvarez |

| Arbitro: | Wolfensberger |

|                         |           |                                       |
| Castaño 54’ Bühler 112’ | Marcatori | 74’ Rohrbach 105’ Festić 118’ Shabani |

## Statistiche

### Statistiche di squadra
| Competizione     | Punti | In casa | In casa | In casa | In casa | In casa | In casa | In trasferta | In trasferta | In trasferta | In trasferta | In trasferta | In trasferta | Totale | Totale | Totale | Totale | Totale | Totale | DR |
| Competizione     | Punti | G       | V       | N       | P       | Gf      | Gs      | G            | V            | N            | P            | Gf           | Gs           | G      | V      | N      | P      | Gf     | Gs     | DR |
| ---------------- | ----- | ------- | ------- | ------- | ------- | ------- | ------- | ------------ | ------------ | ------------ | ------------ | ------------ | ------------ | ------ | ------ | ------ | ------ | ------ | ------ | -- |
| Promotion League | 40    | 15      | 6       | 6       | 3       | 28      | 17      | 15           | 3            | 7            | 5            | 20           | 26           | 30     | 9      | 13     | 8      | 48     | 43     | +5 |
| Coppa Svizzera   | -     | 1       | 0       | 0       | 1       | 2       | 3       | 1            | 1            | 0            | 0            | 3            | 1            | 2      | 1      | 0      | 1      | 5      | 4      | +1 |
| Totale           | 40    | 16      | 6       | 6       | 4       | 30      | 20      | 16           | 4            | 7            | 5            | 23           | 27           | 32     | 10     | 13     | 9      | 53     | 47     | +6 |

### Andamento in campionato
| Giornata  | 1 | 2 | 3  | 4  | 5  | 6  | 7  | 8  | 9  | 10 | 11 | 12 | 13 | 14 | 15 | 16 | 17 | 18 | 19 | 20 | 21 | 22 | 23 | 24 | 25 | 26 | 27 | 28 | 29 | 30 |
| --------- | - | - | -- | -- | -- | -- | -- | -- | -- | -- | -- | -- | -- | -- | -- | -- | -- | -- | -- | -- | -- | -- | -- | -- | -- | -- | -- | -- | -- | -- |
| Luogo     | T | C | T  | C  | T  | C  | T  | C  | T  | T  | C  | T  | C  | T  | C  | C  | T  | C  | T  | C  | T  | C  | T  | C  | C  | T  | C  | T  | C  | T  |
| Risultato | N | N | P  | P  | N  | N  | N  | N  | P  | V  | V  | N  | V  | V  | V  | N  | N  | V  | N  | V  | P  | V  | P  | P  | N  | N  | P  | P  | N  | V  |
| Posizione | 8 | 8 | 13 | 15 | 14 | 13 | 12 | 13 | 15 | 13 | 11 | 10 | 10 | 9  | 8  | 8  | 8  | 7  | 6  | 5  | 6  | 5  | 7  | 9  | 8  | 8  | 9  | 9  | 9  | 8  |

Legenda:

Luogo: C = Casa; T = Trasferta. Risultato: V = Vittoria; N = Pareggio; P = Sconfitta.

### Statistiche dei giocatori
| S. Alić      | 25 | 0  | 7 | 1 |
| A. Alvarez   | 30 | 18 | 1 | 0 |
| E. Azizi     | 0  | 0  | 0 | 0 |
| H. Bentayeb  | 7  | 0  | 1 | 0 |
| R. Beynié    | 25 | 0  | 4 | 0 |
| Y. Bovay     | 10 | 0  | 3 | 0 |
| A. Bühler    | 28 | 2  | 1 | 0 |
| J. Caillet   | 0  | 0  | 0 | 0 |
| C. Castaño   | 12 | 0  | 4 | 0 |
| G. Cuénoud   | 9  | 0  | 0 | 0 |
| M. Dangubic  | 22 | 1  | 3 | 1 |
| A. Demiri    | 3  | 1  | 1 | 0 |
| R. Enrico    | 30 | 0  | 1 | 0 |
| A. Gauthier  | 28 | 8  | 3 | 0 |
| F. Hernandez | 1  | 0  | 0 | 0 |
| K. Hill      | 3  | 0  | 0 | 0 |
| D. Ifaso     | 12 | 1  | 1 | 0 |
| M. Kasaï     | 19 | 3  | 2 | 1 |
| A. Kilezi    | 9  | 0  | 0 | 0 |
| N. Kurtic    | 30 | 0  | 1 | 0 |
| T. Lenzini   | 6  | 1  | 1 | 0 |
| M. Martins   | 25 | 2  | 3 | 0 |
| L. Morax     | 3  | 0  | 0 | 0 |
| M. Nsimba    | 0  | 0  | 0 | 0 |
| V. Oprea     | 2  | 0  | 0 | 0 |
| L. Pimenta   | 22 | 10 | 1 | 0 |
| A. Seipi     | 0  | 0  | 0 | 0 |
| F. Vacco     | 26 | 0  | 6 | 1 |
| A. Veiga     | 18 | 0  | 3 | 0 |
| D. Warpelin  | 0  | 0  | 0 | 0 |
| T. Zali      | 28 | 1  | 6 | 0 |